# Rembrandt (voornaam)
Rembrandt is een Nederlandse voornaam van mogelijk Oudnederlandse en Oudhoogduitse herkomst. Varianten zijn Rembrand en Rembrant. Een oude vorm was Ragemprand met Ragem, Rem (raadgeving) en prand, brand (zwaard). In 2014 kwam Rembrandt in Nederland 203 maal voor als voornaam (in 2010 werd de naam elf keer gegeven bij geboortes als eerste voornaam en twaalf keer als een volgende naam).

## Bekende naamdragers
- Rembrandt Bugatti (1884–1916), Italiaans beeldhouwer
- Rembrandt Frerichs, Nederlands jazzpianist
- Rembrandt Harmenszoon van Rijn (1606–1669) kortweg Rembrandt, Nederlands kunstschilder, tekenaar en graficus
- Rembrandt Lockwood (1815-1889), Amerikaans architect en kunstschilder
- Rembrandt Peale (1778–1860), Amerikaans kunstschilder